# Fiume Esino in località Ripa Bianca
Fiume Esino in località Ripa Bianca este o arie protejată (arie specială de conservare — SAC, sit de importanță comunitară — SCI, arie de protecție specială avifaunistică — SPA) din Italia întinsă pe o suprafață de 406 ha, integral pe uscat.

## Localizare
Centrul sitului Fiume Esino in località Ripa Bianca este situat la coordonatele 43°31′55″N 13°17′38″E / 43.5319°N 13.2939°E.

## Înființare
Situl Fiume Esino in località Ripa Bianca a fost declarat sit de importanță comunitară în iunie 1995 pentru a proteja 33 de specii de animale. Alte tipuri de protecție:
- arie de protecție specială avifaunistică (în martie 2003)[2]
- arie specială de conservare (în decembrie 2016)[1][3][4]

## Biodiversitate
Situată în ecoregiunea continentală, aria protejată conține 10 habitate naturale: Galerii de Salix alba și de Populus alba, Cursuri de apă de la nivel de câmpie la nivel montan, cu vegetație Ranunculion fluitantis și Callitricho-Batrachion, Râuri de munte și vegetația lor lemnoasă cu Salix elaeagnos, Lacuri eutrofice naturale cu vegetație de tip Magnopotamion sau Hydrocharition, Liziere de ierburi înalte hidrofile de câmpie și de nivel montan până la alpin, Râuri mediteraneene cu debit permanent cu specii de Paspalo-Agrostidion și galerii riverane de Salix și de Populus alba, Râuri cu maluri nămoloase cu vegetație de Chenopodion rubri p.p. și Bidention p.p., Pajiști umede mediteraneene cu ierburi înalte de Molinio-Holoschoenion, Pajiști uscate seminaturale și facies de acoperire cu tufișuri pe substraturi calcaroase (Festuco-Brometalia) (* situri importante pentru orhidee), Păduri de stejar alb estice.
La baza desemnării sitului se află mai multe specii protejate:
- păsări (30): pescăruș albastru (Alcedo atthis), egretă mare (Ardea alba), stârc cenușiu (Ardea cinerea), stârc roșu (Ardea purpurea), stârc galben (Ardeola ralloides), rață roșie (Aythya nyroca), buhai de baltă (Botaurus stellaris), bătăuș (Calidris pugnax), chirichița cu obraz alb (Chlidonias hybrida), barză albă (Ciconia ciconia), barză neagră (Ciconia nigra), erete de stuf (Circus aeruginosus), erete vânăt (Circus cyaneus), gușă vânătă (Cyanecula svecica), egretă mică (Egretta garzetta), presură de grădină (Emberiza hortulana), cocor (Grus grus), piciorong (Himantopus himantopus), stârc pitic (Ixobrychus minutus), sfrâncioc roșiatic (Lanius collurio), cormoran mic (Microcarbo pygmaeus), stârc de noapte (Nycticorax nycticorax), vultur pescar (Pandion haliaetus), viespar (Pernis apivorus), lopătar (Platalea leucorodia), țigănuș (Plegadis falcinellus), ploier auriu (Pluvialis apricaria), ciocântors (Recurvirostra avosetta), pițigoi-pungar (Remiz pendulinus), fluierar de mlaștină (Tringa glareola)
- pești (3): Barbus plebejus, Protochondrostoma genei, Rutilus rubilio

Pe lângă speciile protejate, pe teritoriul sitului au mai fost identificate 1 specie de păsări, 1 specie de mamifere, 1 specie de reptile.